# Расколотые сны (роман)
«Расколотые сны» (англ. Tell me your dreams) — роман 1998 года, американского писателя Сидни Шелдона.

## Сюжет
Главная героиня книги застенчивый трудоголик Эшли Петтерсон. У неё есть сослуживцы—другие её «Я»: Тони Прескотт, дружелюбная певица и танцовщица, а также застенчивая художница Алэтт Питерс.
Женщины эти не очень-то ладят друг с другом из-за разных характеров. Тони и Алэтт в основном поддерживают дружеские отношения, Алэтт немного успокаивает Тони, которая в свою очередь не любит Эшли и сильно её критикует. Каждой из них матери говорили, что они ничего не добьются в жизни.
Эшли кажется, что её кто-то преследует это пугает. То в доме включен свет, когда она приходит с работы, то кто-то перевернул все её личные вещи, а потом и написал помадой «Ты умрешь» на зеркале в ванной комнате. Она считает что к ней кто-то вломился в дом. Эшли просит полицейского приехать, но на следующее утро его находят мертвым. Помимо этого уже было совершено ещё четыре убийства, одним и тем же почерком. Всех мужчин кастрировали, а до убийства все они занимались сексом.